# Thomas Borgmann

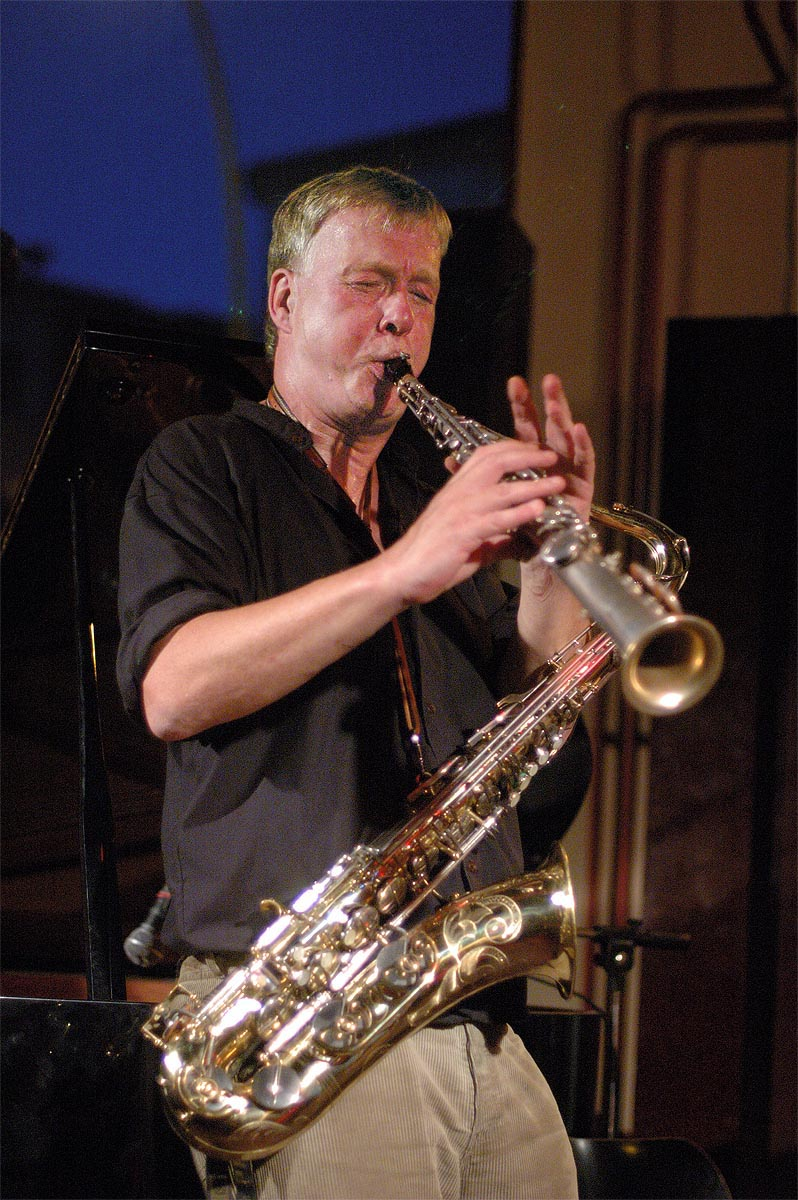
Thomas Borgmann im B-flat, Berlin (2006); Foto: www.jazzimage.de

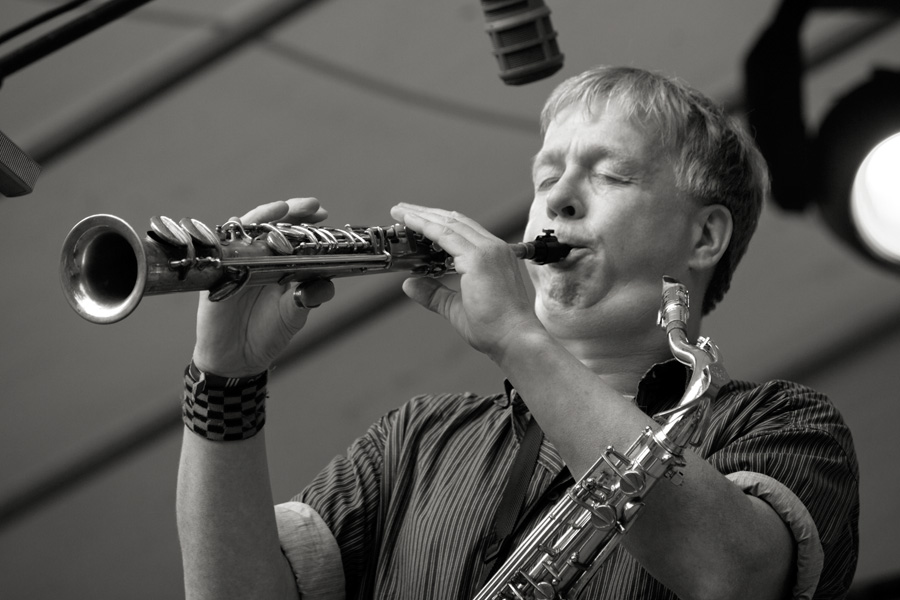
Thomas Borgmann, Offside-Festival 2008

Thomas Borgmann (* 1955 in Münster) ist ein deutscher Musiker (Tenor-, Sopran-, Sopraninosaxophon) und Komponist des Jazz und der freien Improvisationsmusik.

## Leben und Wirken
Borgmann spielte zunächst in den frühen 1980er Jahren hauptsächlich im Berlin Art Ensemble um Nick Steinhaus (1981 Tournee durch Südamerika für das Goethe-Institut, 1982 Nickelsdorfer Konfrontationen) dann im Sirone Sextet (New York 1987), im Hidden Quartet (mit Dietmar Diesner, Erik Balke, Jonas Akerblom) sowie bei Noise & Toys (mit Valery Dudkin, Sascha Kondraschkin). Er gründete 1991 das Orkestra Kith’N Kin (mit Hans Reichel, John Tchicai, Pat Thomas, Jay Oliver, Mark Sanders, Lol Coxhill und anderen). Anschließend tourte er mit seinem Quartett Ruf der Heimat, das er 1993 gründete (mit Ernst-Ludwig Petrowsky, Peter Brötzmann, Willi Kellers, Christoph Winckel), und mit dem Trio Blue Zoo mit Borah Bergman und Brötzmann. 1984–1996 organisierte er das Festival STAKKATO in Berlin.
Seit Mitte der 1990er Jahre arbeitete er mit Wilber Morris und Denis Charles im BMC-Trio. Außerdem im Quartett Alliance mit Petrowsky, DJ jayrope und Michael Griener sowie in Boom Box (zunächst mit Tony Buck und Joe Williamson). Nach dem Tod von Denis Charles 1998 arbeitete er bis 2002 mit Reggie Nicholson und Wilber Morris im BMN-Trio. In seinem Trio Boom Box spielt er nun mit Willi Kellers und Akira Andō. Er trat auf vielen internationalen Jazzfestivals auf. Mit Willi Kellers und Jan Roder bildet er das Trio Keys & Screws.
Auch spielte er mit Caspar Brötzmann, André Jaume, Jason Kahn, Tony Buck, Paul Lytton, Evan Parker, Conny Bauer, Johannes Bauer, Charles Gayle, Lol Coxhill, Phil Minton, William Parker, Jason Hwang, Heinz Sauer, Thurston Moore, Enver Ismailov, Shoji Hano, Alexander von Schlippenbach, Vladimir Chekasin, Rashid Bakr, Roy Campbell, Melvyn Poore, Perry Robinson, Vattel Cherry, Kip Hanrahans Latin Groove und Jean-Paul Bourelly.

## Preise und Auszeichnungen
1994 und 1996 war Borgmann Gewinner des Berlin Jazz-Grant.

## Diskografie (Auswahl)
- Secrets (2020), Jazzwerkstatt, jw 202, RUF DER HEIMAT mit Christof Thewes / Jan Roder / Willi Kellers
- Some More Jazz (2020), NoBusiness Records, NBLP 133, KEYS & SCREWS mit Jan Roder / Willi Kellers
- One for Cisco (2016), NoBusiness Records, NBLP 91, Thomas Borgmann Trio mit Max Johnson / Willi Kellers
- Nasty & Sweet (2012), NoBusiness Records, NBLP 57/58, BMN-Trio mit Wilber Morris / Reggie Nicholson
- boom box - jazz (2011), boom box (mit Willi Kellers / Akira Andō), jazzwerkstatt, jw 106
- Live at Tunnel, LP Qbico Records 2000, BMN-Trio mit Wilber Morris / Reggie Nicholson
- Cooler Suite, Grob Records, Grob 539 LC 10292, mit Brötzmann / William Parker / Rashied Bakr
- The Last Concert, Silkheart Records, SHCD 151 (USA), BMN-Trio mit Wilber Morris / Denis Charles
- ...You See What We Sayin?, CIMP 188 (USA), BMN Trio mit Wilber Morris / Reggie Nicholson
- Orkestra Kith'N Kin, Cadence Jazz Records CJR 1081 (USA), mit Hans Reichel / Lol Coxhill / Dietmar Diesner / Mark Sanders / Martin Mayes / Pat Thomas / Eric Balke / Jonas Ackerblom / Christoph Winckel
- Machine Kaput, Konnex Records 1996, KCD 5070, Ruf der Heimat mit Peter Brötzmann / Willi Kellers / Christoph Winckel
- Ruf der Heimat, Konnex 1995, KCD 5067, Ruf der Heimat mit Ernst-Ludwig Petrowsky / Willi Kellers / Christoph Winckel